# Рифовая акула
Ри́фовая аку́ла (лат. Triaenodon obesus) — единственный вид рода рифовых акул из семейства серых акул отряда кархаринообразных. Обитают в Индийском и Тихом океанах, встречаются на глубине от 1 до 330 м. Максимальная зарегистрированная длина — 213 см. Кончики плавников окрашены в белый цвет. Рацион в основном состоит из костистых рыб, головоногих и ракообразных. Эти акулы размножаются живорождением, а эмбрионы питаются за счёт плаценты. В помёте бывает до 6 новорождённых. Днём они предпочитают отдыхать на дне, а ночью охотятся.
Представляют некоторую опасность для человека, зарегистрированы случаи нападений, в основном спровоцированных людьми. Являются объектом коммерческого рыбного промысла. Мясо и печень употребляют в пищу. Медленный цикл воспроизводства делает этих рыб уязвимыми для перелова.

## Таксономия и филогенез
Рифовая акула была впервые описана как Carcharias obesus немецким естествоиспытателем Эдуардом Рюппелем в 1837 году в книге «Fische des Rothen Meeres» («Рыбы Красного моря»). Выбор видового названия (лат. obesus — «жирный») не совсем понятен, учитывая тот факт, что на самом деле у этой акулы очень стройное тело. Позднее, в 1837 году, Иоганн Мюллер и Фридрих Генле отнесли этот вид к роду Triaenodon, название которого происходит от греческих слов τρίαινα — «трезубец» и  ὀδούς — «зуб». Поскольку Рюппель не назначил голотип, в 1960 году лектотипом была признана особь длиной 31 см, пойманная у берегов Джидды в Саудовской Аравии.
Первоначально включаемая в состав семейства Triakidae, рифовая акула в настоящее время большинством авторов относится к семейству Carcharhinidae на основании морфологических признаков, таких как наличие полной мигательной перепонки, хорошо развитой прекаудальной выемки, развитой нижней лопасти хвостового плавника и спирального клапана в кишечнике. Морфологический и молекулярный анализы дали основание предположить, что рифовую акулу можно включить в одну группу с лимонной акулой (Negaprion) и щелеглазой акулой (Loxodon), которые занимают в эволюционном дереве кархаринобразных промежуточное положение между базальными (Galeocerdo, Rhizoprionodon и Scoliodon) и эволюционно продвинутыми (Carcharhinus и Sphyrna) родами.
Исследование митохондриальной ДНК рифовых акул показало, что современные популяции этих акул произошли от общего предка, жившего около 500 тысяч лет назад. Распространение происходило от западной части Тихого океана (граничащей с Индийским океаном) в центральную его часть, а затем и в восточную. Генетические различия между тихоокеанскими популяциями этих акул и популяциями, обитающими в Индийском океане, соответствуют изоляции этих популяций друг от друга в плейстоцене во время ледниковых периодов.

## Ареал
Рифовые акулы широко распространены в Индо-Тихоокеанском регионе от Красного моря и восточного побережья Африки до Индонезии и Арафурского моря. На севере их ареал простирается до архипелагов Рюкю и Огасавара, на юге до Австралии и Новой Каледонии. Встречаются по всей Микронезии. Населяют воды восточной части Тихого океана, вплоть до Галапагосских островов и берегов Центральной Америки, попадаются у берегов Панамы и Коста-Рики.
Рифовые акулы обитают практически только на коралловых рифах, а также на песчаном мелководье, в лагунах и у обрывов на границе с глубокими водами. Они предпочитают прозрачную воду и редко плавают у дна. Этот вид является наиболее распространённым на глубине 8—40 м. В некоторых случаях они заплывают на мелководье глубиной не более метра, кроме того, есть данные о том, что рифовая акула была поймана на глубине 330 м у берегов архипелага Рюкю.

## Описание

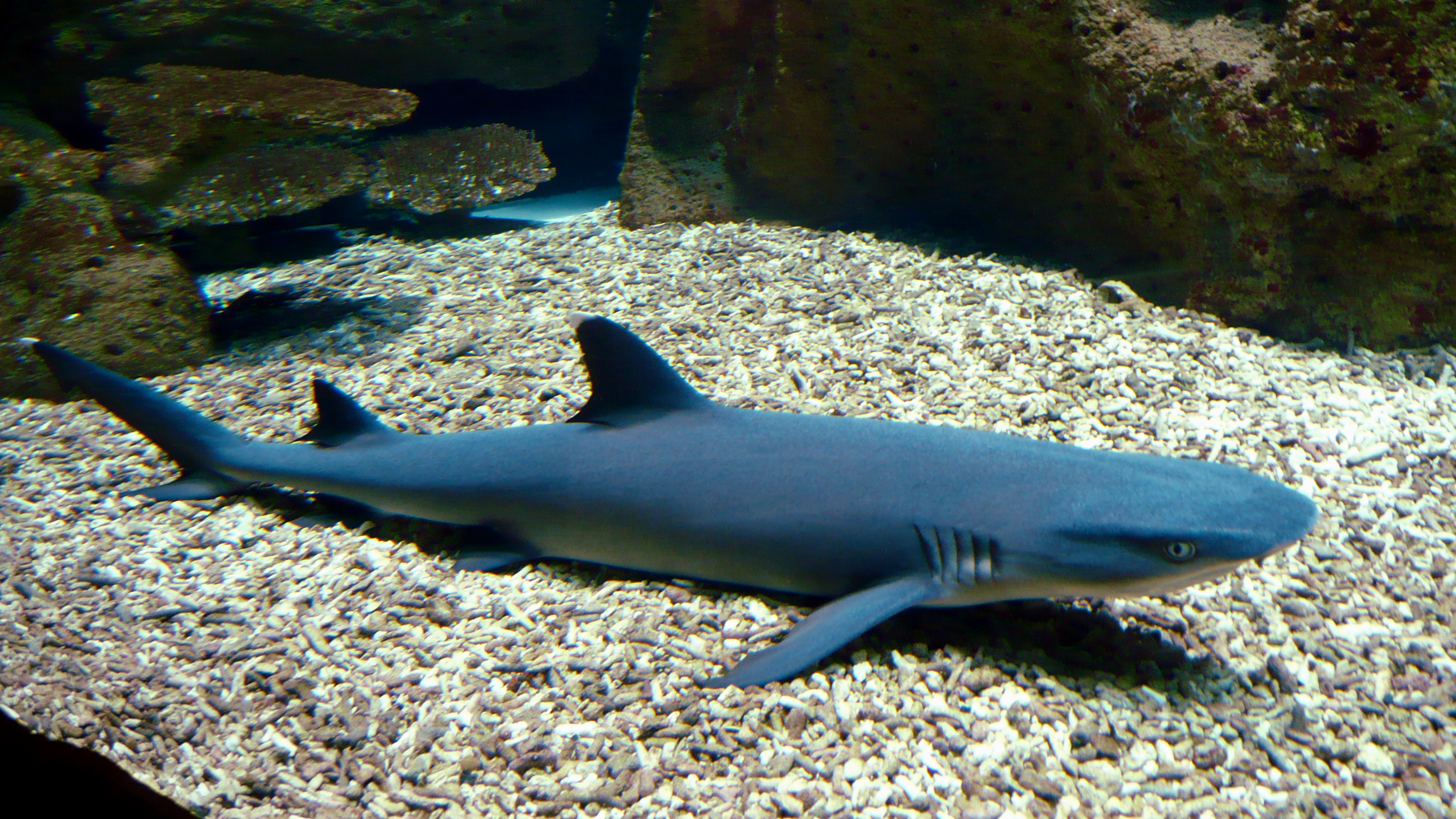
Днём рифовые акулы отдыхают на дне

Рифовая акула — мелкая акула с тонким телом и широкой плоской головой. Наибольшая зарегистрированная длина — 2,13 м, но экземпляры свыше 1,6 м редки. Максимально зарегистрированная масса тела составляет 18,3 кг, по другим данным — 27 кг. Рыло у рифовой акулы закруглённое и плоское, овальные глаза вытянуты по горизонтали, зрачки вертикальные, имеется третье веко. По углам рта расположены кожные складки. Во рту 42—50 зубных рядов на верхней и 42—48 зубных рядов на нижней челюсти. Каждый зуб оснащён узким остриём с гладкими краями, окружённым по обе стороны маленькими зубчиками. Плакоидные чешуйки малы и накладываются друг на друга, они покрыты семью гребнями.
Первый спинной плавник сильно сдвинут к хвостовому плавнику и расположен ближе к брюшным, чем к грудным плавникам. Высота второго спинного плавника составляет 3/4 от высоты первого спинного плавника. Широкие грудные плавники треугольной формы начинаются приблизительно под пятой жаберной щелью. Нижняя лопасть хвостового плавника в 2 раза меньше верхней. У кончика верхней лопасти хвостового плавника имеется большая выемка.
Своё англоязычное название (whitetip reef shark) акула получила из-за белых кончиков плавников. Окраска тёмно-серая или бурая, иногда спина тёмно-пятнистая. Брюхо немного светлее спины.

## Биология

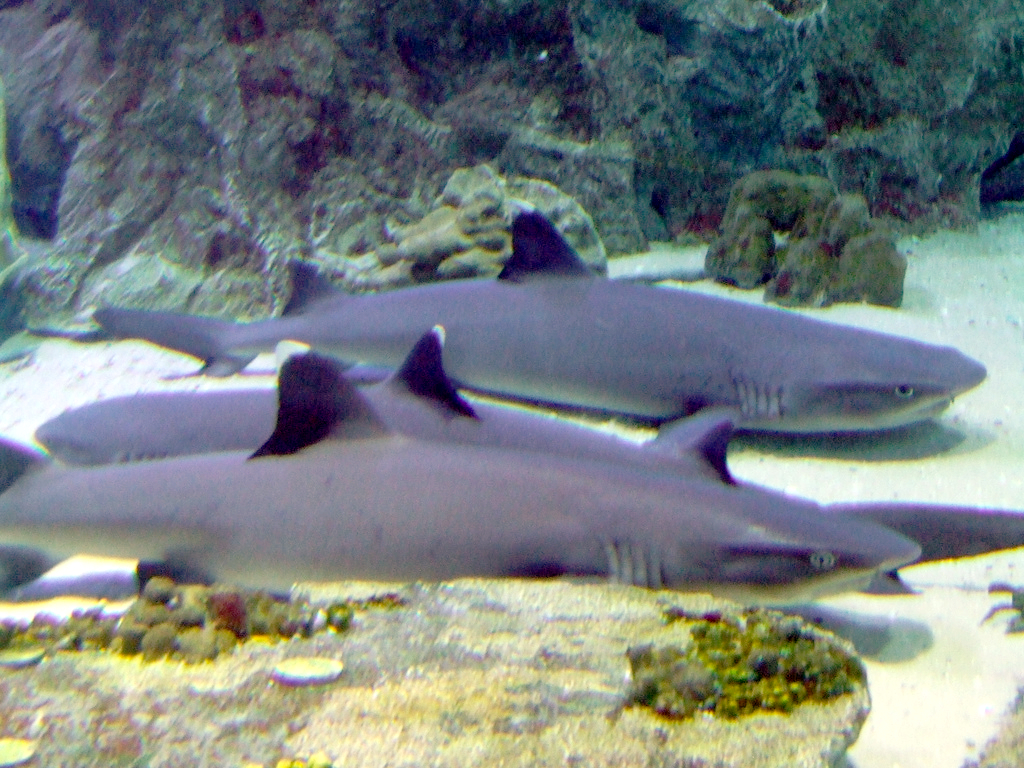
На отдыхе рифовые акулы иногда собираются в группы

Один из самых обычных и многочисленных видов акул, населяющих коралловые рифы. Обитает в лагунах и на внешних склонах рифов. Дневное время акулы проводят в укрытиях под карнизами или в пещерах, зачастую образуя группы. Рифовые акулы делят зону обитания с двумя другими распространёнными на рифах акулами — мальгашской ночной акулой (Carcharhinus melanopterus) и темнопёрой серой акулой (Carcharhinus amblyrhynchos). Однако они не так любят мелководье по сравнению с мальгашскими ночными акулами и реже, чем темнопёрые серые акулы, встречаются у края внешнего рифа. При движении рифовые акулы совершают телом сильные волнообразные движения и, в отличие от других серых акул, могут лежать неподвижно на дне, активно прокачивая воду жабрами. Они ведут оседлый образ жизни, часто возвращаясь в одно и то же убежище в течение многих лет.
Рифовые акулы могут стать добычей крупных акул, таких как тигровая акула (Galeocerdo cuvier), галапагосская акула (Carcharhinus galapagensis) и, возможно, белопёрая серая акула (Carcharhinus albimarginatus), хотя представители перечисленных видов обычно держатся глубже, чем рифовые акулы. Молодая рифовая акула длиной 80 см была найдена в желудке индоокеанского малоглазого групера (Epinephelus lanceolatus), хотя эти окуни из-за своей редкости вряд ли могут существенно влиять на численность этих акул.

### Рацион и пищевое поведение

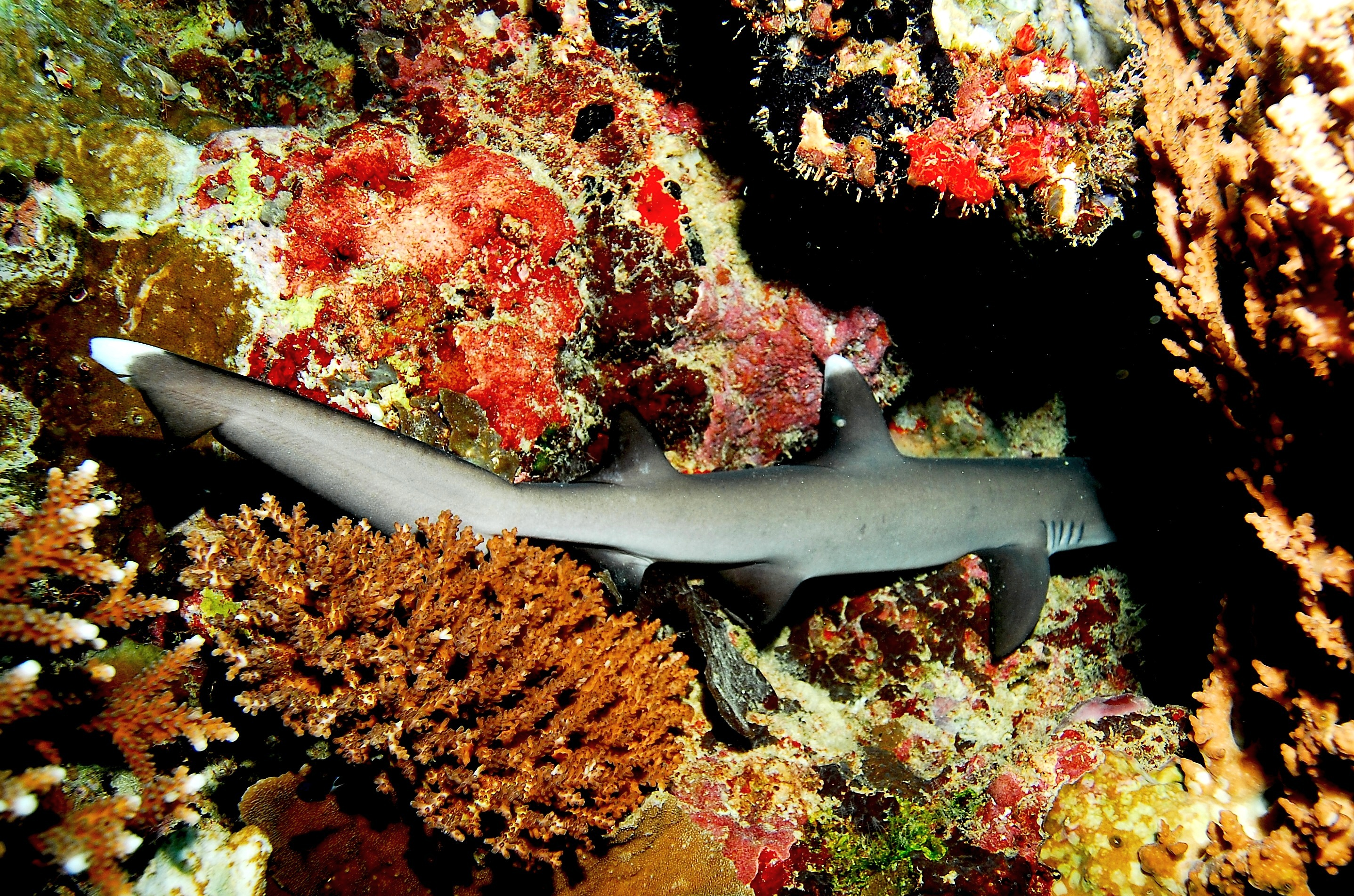
Молодая рифовая акула в расщелине рифа

Рифовые акулы охотятся ночью, обычно извлекая добычу из щелей и трещин рифа; часто в процессе охоты они выламывают куски кораллов. Благодаря тонкому и гибкому телу рифовые акулы могут добраться в узкие расщелины и отверстия в рифах и извлечь добычу, недоступную для других акул. Они охотятся в основном на костистых рыб, в том числе мурен, рыб-солдатов, луцианов, рыб-попугаев, рифовых рыб, рыб-хирургов, спинорогов и барабулек, а также осьминогов, лангустов и крабов. Рифовые акулы сильно реагируют на обонятельные, акустические и электрические сигналы, испускаемые потенциальной добычей, а их зрительная система больше настроена на движение и/или контрастность, чем на чёткость. Электрическое поле им позволяют улавливать ампулы Лоренцини, сконцентрированные на голове. Они особенно чувствительны к естественным и искусственным низкочастотным звукам в диапазоне 25-100 Гц, которые издаёт сопротивляющаяся жертва. Одну и ту же жертву могут атаковать много акул, хотя каждая из них охотится индивидуально, конкурируя с соплеменницами. Рифовые акулы могут обходиться без пищи до 6 месяцев.

### Размножение и жизненный цикл
Подобно прочим представителям семейства серых акул, рифовые акулы являются живородящими; развивающиеся эмбрионы получают питание посредством плацентарной связи с матерью, образованной опустевшим желточным мешком. Взрослые самки имеют один функциональный яичник с левой стороны и две функциональные матки. Репродуктивный цикл протекает в два года. Самцы становятся половозрелыми при 1,05 м, средняя длина 1,6 м. Самки достигают половой зрелости при длине 1,05—1,09 м и вырастают до 1,58 м.

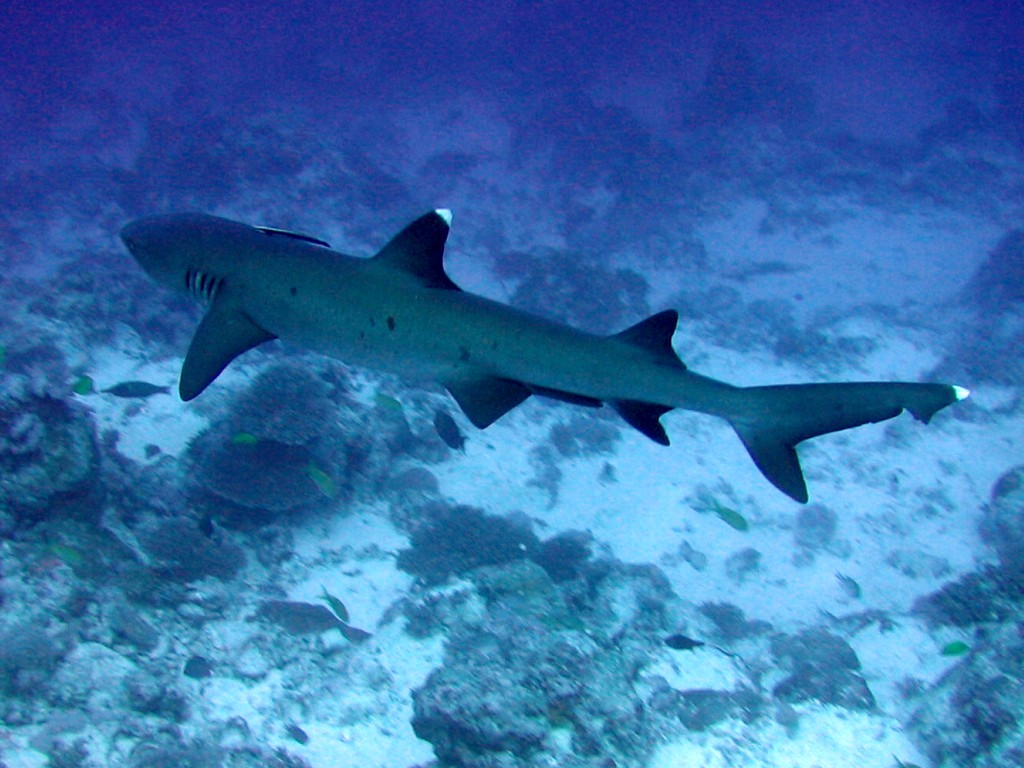
Кончики плавников рифовых акул имеют характерную белую окантовку

Спаривание начинается, когда до пяти самцов внимательно следят за самкой и покусывают её за плавники и тело, возможно, реагируя на испускаемые ею феромоны, которые указывают на готовность самки. Каждый самец пытается поймать самку за один из грудных плавников. Иногда два самца ловят самку с обеих сторон одновременно. Затем акулы опускаются на дно, после чего самец (или несколько самцов) выдвигает вперёд птеригоподий, раздувает сифонный мешок (подкожной брюшной орган, который служит в морской воде для передачи спермы в клоаку самки), и пытается вставить его в клоаку. Во многих случаях самка сопротивляется, прижимаясь брюхом ко дну и выгибая хвостовой стебель. У самца имеется ограниченный период времени для совершения совокупления, поскольку пока он держит грудной плавник самки во рту, он не может дышать. С другой стороны, если самка готова, пара располагается бок о бок, прижавшись головой к дну и приподняв тело.

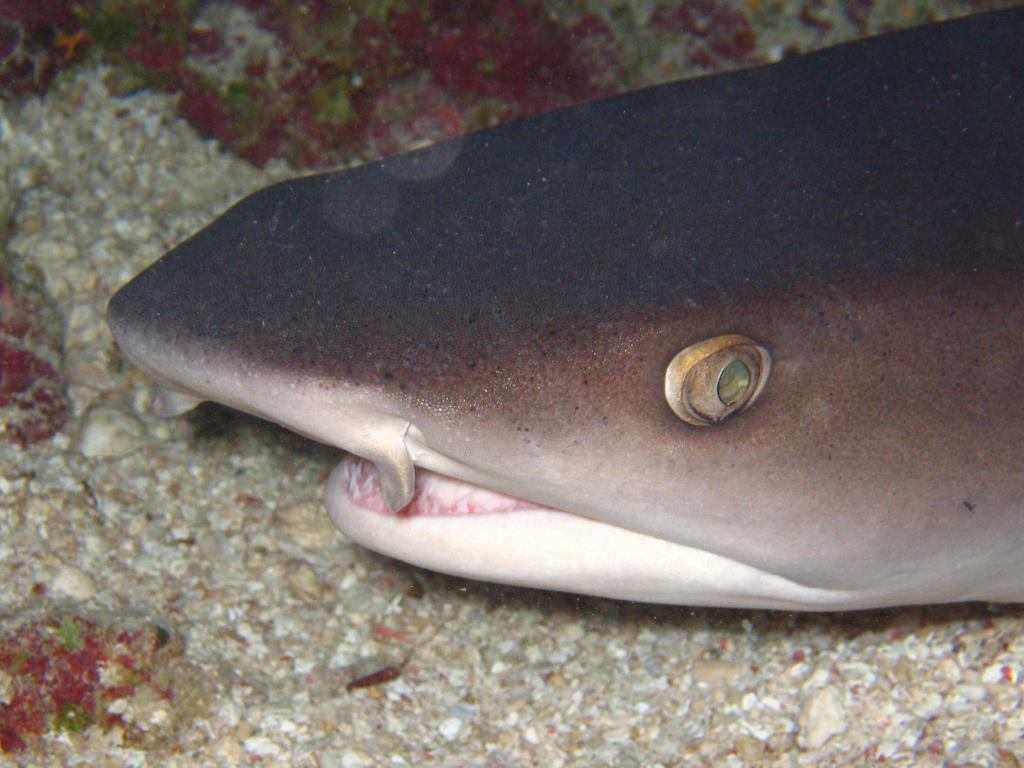
Голова рифовой акулы

Беременность длится 10—13 месяцев. Наблюдение за беременными самками в неволе показало, что средняя продолжительность беременности, начиная с первого появления «брачных» укусов, составляла 387 дней. Последующая беременность наступала в промежутке от 57—155 дней после родов. В помёте 1—6 акулят (обычно 2—3). Численность потомства не коррелирует с размером самки, в среднем каждая самка за всю жизнь производит на свет 12 акулят. Роды происходят с мая по август (осенью и зимой) во Французской Полинезии, в июле (летом) на атолле Эниветок, в октябре (лето) у берегов Австралии. Самки рожают детёнышей в движении, изгибая тело, рождение каждого акулёнка занимает меньше часа. Размер новорожденных 52—60 см, хвостовой плавник у них относительно больше, чем у взрослых акул. По сравнению с другими серыми акулами рифовая акула развивается медленно, новорожденные растут со скоростью 16 см в год, а взрослые прибавляют по 2—4 см. Половая зрелость наступает при длине около 1,1 м в возрасте 8—9 лет. На Большом Барьерном рифе самцы живут до 14 лет, а самки — до 19. Максимальный срок жизни этой акулы может превышать 25 лет. В 2008 году в центре «Nyiregyhaza» в Венгрии в результате партеногенеза появился на свет детёныш рифовой акулы; предыдущие случаи бесполого размножения были зарегистрированы у акул-молотов (Sphyrna tiburo) и чернопёрых акул (Carcharhinus limbatus).

## Взаимодействие с человеком

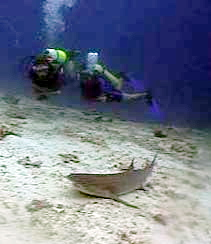
Рифовые акулы позволяют дайверам подплыть на довольно близкое расстояние

Бесстрашные и любопытные рифовые акулы могут достаточно близко подплывать к людям, но они редко бывают агрессивными, если их не провоцировать. Несмотря на довольно крупный размер, они считаются безобидными. Тем не менее, в присутствии раненой рыбы (например, на подводной охоте) рифовые акулы легко приходят в возбуждение и могут укусить дайвера. Отмечены также случаи, когда эти акулы кусали слишком назойливых пловцов. На 2011 год в международном списке зафиксировано всего 7 случаев нападения рифовых акул, из которых 5 были неспровоцированными. Ни одно нападение не привело к смертельному исходу. Рифовые акулы подходят для наблюдения во время дайвинга, их можно кормить с рук. Есть опасения, что туристический дайвинг приводит к сбою суточного режима этих акул (которые в естественном состоянии активны в ночное время суток), что может привести в долгосрочном плане к ухудшению состояния их здоровья и показателей роста.
Рифовые акулы являются объектом рыбного промысла у берегов Пакистана, Индии, Шри-Ланки и Мадагаскара, их добывают с помощью ярусов, жаберных сетей и тралов. Мясо и печень употребляют в пищу, хотя в определенных районах существует риск отравления, известного как сигуатера (особенно при потреблении печени). Международный союз охраны природы (МСОП) оценил статус сохранности этого вида, как «Близкий к уязвимому положению», так как его численность за последние десятилетия снизилась в связи с ростом нерегулируемого промысла, который затрагивает и дальние, в остальном нетронутые человеком атоллы. Ограниченная среда обитания и медленное воспроизведение ограничивают способность этой акулы сопротивляться повышенному давлению со стороны рыболовства. На Большом Барьерном рифе численность рифовых акул в рыболовных зонах сократилась на 80 % по сравнению с заповедными зонами. Демографические модели показывают, что численность популяций будет продолжать снижаться на 6,6—8,3 % в год, если не принять дополнительных мер по сохранению вида.